# 双豁路滩墓群
双豁路滩墓群，位于中国甘肃省永昌县，为一个省级文物保护单位，类型为古墓葬。
双豁路滩墓群的历史年代为新石器时代、汉。